# Зангезур
Зангезур (јерм. Զանգեզուր, азер. Zəngəzur) историјско-географска је област Источне Јерменије, која се налази на падинама Зангезурских планина, а данас се простире на територији Јерменије и Азербејџана. Област је припала Руској Империји Ђулистанским миром из 1813. године. У совјетско доба, на простору Зангезура налазили су се Гориски, Кафански, Мегрински и Сисијански рејони Јерменске ССР и Лачински, Кубатлински и Зангелански рејони Азербејџанска ССР. Рејони Јерменије на простору историјског Зангезура обједињени су у марз Сјуник 1995. године. У Азербејџану су исти рејони, задржавајући свој административни статус, постали дио Источнозагезурског економског рејона.

## Етимологија
Постоји неколико верзија поријекла ријечи Зангезур.
Према Гевонду Алишану, поријекло ријечи Зангезур везује се за утврђење Џагаџор (данас село недалеко од Гориса), по имену патријарха из рода Сисака. Џагаџор је временом међу сусједним Персијанцима постао Зангезур (у персијском не постоји глас „џ”).
У литератури се помиње и могућа веза између Зангезура и другог топонима — клисуре Цакеџор (јерм. Ծակեձոր, од ријечи цак — „рупа” и џор — „понор, клисура”), која се налази сјеверозападно од Гориса у долини ријеке Горис.
Топоним се објашњава и предањима, комбинацијом јерменских ријечи занг („звоно”) и џор („клисура”) [Ган, 1909], али назив области није баш јасан. Према једном од предања о звону, ријеч је заснована на „Занг зор”, тј. моћном звону. На 2 км од Гориса, постојао је манастир који је имао гласно звоно.
Према јерменској народној традицији, назив Зангезур почело је да се користи од Тамерланових освајања. Јерменски кнез Мгер понудио је помоћ Тамерлану, рекавши да неће моћи  да освоји Сјуник све док у селу Хот постоји цар-звоно, које ће обавијестити кнежевину у случају опасности. Тамерлан је обећао злато и власт издајнику, ако успјели утишати звоно. Завјереници пале ватру ноћу, пригушујући звук звона, а када Тамерланова војска, прешавши ријеку Аракс, изврши инвазију на Сјуник, покушаји да звоном обавијесте народ били су узалудни. Кнежевина је пала за једну ноћ, а људи су изненађено питали „Зашто нису звонили?” Неки су одговорили „Узалудно звони”, што на јерменском звучи „занге зур е” (јерм. զանգը զուր է). Након овога, кнежевина је такође почела да се зове Зангезур.
Према „Енциклопедијском рјечнику топонима Азербејџана”, топоним Зангезур потиче од староперсијске ријечи занг („камен, стијена”) и зур („дугачак”) и значи „дугачка стијена, камен”. Према истом рјечнику, топоним може бити повезан са именом племена Занги.

## Спољашња веза
- „Что такое ЗАНГЕЗУР”. slovopedia.com. Словопедия. Приступљено 9. 3. 2024.
- „Зангезурский уезд”. Энциклопедический словарь Брокгауза и Ефрона : в 86 т. (82 т. и 4 доп.). Санкт-Петебург: АО «Ф. А. Брокгауз — И. А. Ефрон». 1890—1907.